# Afonso Lopes Vieira

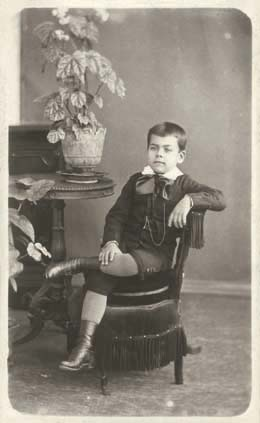
Afonso Lopes Vieira em criança

Afonso Lopes Vieira GOSE (Leiria, Leiria, 26 de janeiro de 1878 — Lisboa, 25 de janeiro de 1946) foi um poeta português.

## Biografia
Natural de Leiria, nasceu a 26 de janeiro de 1878 numa casa na Rua antiga da Graça, sendo batizado no mesmo dia.
Era filho de Afonso Xavier Lopes Vieira (Leiria, Cortes, Cortes, 1 de dezembro de 1849, bap. 15 - Leiria, Cortes, Cortes, 28 de dezembro de 1932), que iniciou os seus estudos na Faculdade de Direito da Universidade de Coimbra em 1869, fez o exame do 3.° ano a 27 de maio de 1872 com distinção e accessit, e os exames do 4.° ano e de graduação como Bacharel com distinção e accessit a 15 de julho de 1873, e de sua mulher (Leiria, Cortes, Cortes, 25 de novembro de 1875) Mariana Lopes de Azevedo (Leiria, Cortes, Abadia, 1 de agosto de 1847 - ?), neta materna dum primo-irmão do 1.° Visconde de São Sebastião.
Feitos os estudos primários e liceais naquela cidade, onde seus pais, em 1884, haviam fixado residência no Largo da Rosa, matriculou-se na Faculdade de Direito da Universidade de Coimbra em 1894, fez o exame do 3.º ano simpliciter a 8 de junho de 1898, efectuou o exame do 4.° ano a 3 de junho de 1899 e formou-se como Bacharel a 5 de junho de 1900. Sobre o seu percurso universitário viria a revelar, anos depois, ter sido «o mesmo aluno medíocre que já fora no curso dos liceus». Aqui iniciou a sua actividade literária, publicando as obras em verso "Para Quê?" (1897) e "Náufrago - versos lusitanos" (1899).
Terminados os estudos, em Lisboa, depois de haver renunciado ao cargo de subdelegado do procurador régio, para o qual fora nomeado em julho de 1900, Lopes Vieira começou por tentar o exercício da advocacia, junto de seu pai Afonso Xavier Lopes Vieira. Em 1906, porém, abandonou essa carreira, após a sua primeira intervenção nos Tribunais, radicando-se em Lisboa, onde foi exercer o ofício de redator da Câmara dos Deputados. Manteve-se nessa função até 1916, quando passou a dedicar-se exclusivamente à atividade literária.
A 20 de abril de 1902 casou em Lisboa, na Igreja Paroquial de São Lourenço, freguesia onde era morador, com Maria Helena da Veiga Manuel de Aboim (Lisboa, Madalena, Largo do Caldas, 1, 20 de abril de 1883, bap. 12 de maio - Lisboa, 12 de agosto de 1955), moradora na Rua de Santa Isabel, emancipada por Alvará do Juiz de Direito da 2.ª Vara da Comarca de Lisboa de 30 de agosto de 1901, sendo sua residência atual na Travessa do Patrocínio à Estrela, 1, irmã do 1.° Visconde de Idanha e sobrinha materna do 1.° Visconde de Vila Boim, da qual não teve descendência.

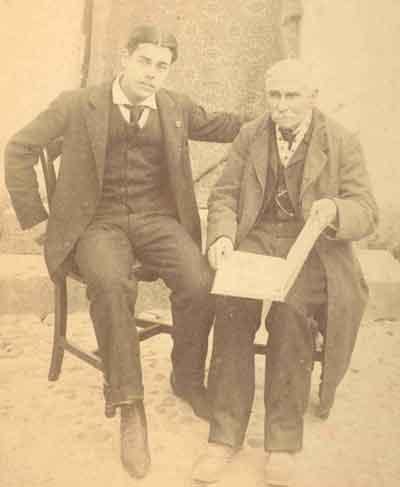
Afonso e seu tio-avô, Rodrigues Cordeiro.

Ainda jovem, desde muito novo, Afonso Lopes Vieira descobriu e se familiarizou com os clássicos da literatura através da valiosa biblioteca do seu tio-avô, o poeta Rodrigues Cordeiro, na bucólica aldeia das Cortes, que o rio Lis banha a uma légua de Leiria, intimidade esta que se manteve igualmente em Lisboa, na Biblioteca Pública, estudando, sob a vigilância do professor José Leite de Vasconcelos, «os textos das nossas edições príncipes», e iniciou a sua colaboração em jornais manuscritos, de que são exemplos A Vespa e O Estudante. Com a publicação do livro Para Quê? (1897) faz a sua estreia poética, iniciando um período de significativa atividade literária — Ar Livre (1906), O Pão e as Rosas (1908), Canções do Vento e do Sol (1911), Poesias sobre as Cenas Infantis de Shumann (1915), Ilhas de Bruma (1917), País Lilás, Desterro Azul (1922) — encerrando a sua atividade poética, assim julgava, com a antologia Versos de Afonso Lopes Vieira (1927). A sua derradeira publicação seria a inovadora e epigonal obra Onde a terra se acaba e o mar começa (1940).
Poeta virtuoso e de rara sensibilidade, deixou uma obra vastíssima que foi da Campanha Vicentina à edição monumental de "Os Lusíadas", de Luís Vaz de Camões. Converteu em português obras clássicas, foi pioneiro da fotografia e do cinema e escreveu inúmeros textos para serem musicados. A literatura para crianças foi sua preocupação, bem como algumas adaptações, reconstituições e traduções. Reeditou Francisco Rodrigues Lobo e foi fundador e redactor da revista literária "Lusitânia", de que tomou a direcção Carolina Michaelis de Vasconcelos.
Nascido em Leiria, tinha residência também nas Cortes, na Casa de São Pedro, em São Pedro de Moel, e em Lisboa. Na capital, Lopes Vieira morou no prédio que foi implantado no espaço do desaparecido Mosteiro de Nossa Senhora da Rosa, e que seria propriedade do poeta entre 1927 e 1942. Em frente, existe hoje o seu busto.
A vasta sala da biblioteca do Solar do Largo da Rosa era então «um dos últimos salões em que o espírito se recreava no próprio espírito», diz Américo Cortez Pinto, e grande número de intelectuais e artistas «se acolhiam em espiritual convívio sob a inspiração constante da sua presença». Estes, e ainda outros, procuravam-no em São Pedro de Moel, na sua «Casa-Búzio», onde se ouviam o ramalhar do «Verde Pino» e ecos de melodias trazidas pela voz do mar. A vida de Afonso Lopes Vieira oscilou, como um pêndulo, entre o seu Solar de Lisboa e a Casa de Verão de São Pedro de Moel. A sua cadência era apenas interrompida pelas viagens que fazia ao estrangeiro, das quais muitos dos seus livros guardam gratas memórias. Hipólito Raposo, Agostinho de Campos, Pequito Rebelo, Adelino Mendes, Alfredo Gândara, Lobo de Campos e tantos outros escritores e jornalistas falam da influência exercida pela «Casa-Búzio» na vida literária do Poeta. Em 1911, diz Afonso Lopes Vieira na sua autobiografia, iniciou a «Campanha Vicentina». Gil Vicente voltou a subir à cena conduzido pela sua mão, aliciando para esta patriótica cruzada os mais prestigiosos comediantes e corajosos empresários lisboetas com o fim de repor no tablado dos teatros da capital, ou em espectáculos «ao ar livre», a maior parte das obras do fundador do teatro nacional. Luís Vaz de Camões e João Baptista da Silva Leitão de Almeida Garrett, 1.° Visconde de Almeida Garrett, apaixonaram-no também. Seguindo a esteira deste último, em breve se tornou o condutor do movimento de «reaportuguesamento» do País, procurando na Tradição a fonte inspiradora da literatura e das artes do seu tempo. Foi um verdadeiro esteta, «cujo espírito se abriu a todas as formas de Arte». Testemunham-no o ambiente artístico em que se moveu, o seu culto pela pintura, música, gravura, escultura, cinema, e, até, o cuidado posto na apresentação gráfica dos livros que escreveu ou editou. As numerosas conferências que realizou; o respeito e admiração que evidenciou pelo folclore e arte nacionais; a patriótica obra que empreendeu com vista a restituir à língua portuguesa alguns escritos, «que eram nossos pelo espírito», tornaram-no bem digno do título de «Grão-Mestre de Portugalidade». Não se esquecendo das crianças, para elas escreveu algumas das mais belas páginas da literatura infantil. Estas e muitos dos seus versos serviram de tema a inspiradas composições musicais.
Segundo o Dicionário Cronológico de Autores Portugueses, Vol. III, Lisboa, 1994, Lopes Vieira pertenceu a uma geração de homens animados por ideais renascentistas, homens para quem literatura e Pátria eram realidades co-naturais, a uma cabendo uma missão orientadora e sendo a outra uma entidade fundamentalmente espiritual e linguística. O caráter ativo e multifacetado do escritor tem expressão na sua colaboração em A Campanha Vicentina, na multiplicação de conferências em nome dos valores artísticos e culturais nacionais, recolhidas nos volumes Em Demanda do Graal (1922) e Nova Demanda do Graal (1942). A sua ação não se encerra, porém, aqui, sendo de considerar a dedicação do poeta (que haveria de morrer sem filhos) à causa infantil, com o livro Animais Nossos Amigos (1911) e o filme infantil O Afilhado de Santo António (1928). Por fim, assinale-se a sua demarcação face ao despontar do salazarismo, expressa no texto Éclogas de Agora (1935), sob a égide e em defesa do Integralismo Lusitano.
Teve, ainda, intensa colaboração em publicações periódicas, de que são exemplo as revistas Ave Azul (1899-1900), A Farça (1909-1910), Serões (1915-1920), Arte & vida  (1904-1906) A republica portugueza (1910-1911), na II série  da revista Alma nova (1915-1918), Atlantida (1915-1920), Revista de turismo iniciada em 1916,  Contemporânea (1915-1926), Homens Livres (1923), Conímbriga de 1923, Ordem Nova (1926-1927), Lusitânia (1924-1927) e no periódico O Azeitonense (1919-1920).
Cidadão do mundo, Afonso Lopes Vieira não esqueceu as suas origens, conservando as imagens de uma Leiria de paisagem bucólica e romântica, rodeada de maciços verdejantes plantados de vinhedos e rasgados pelo rio Lis, mas, sobretudo, de São Pedro de Moel, lugar da sua Casa-Nau, e paisagem de eleição do escritor, enquanto inspiração e génese da sua obra. O Mar e o Pinhal são os principais motivos da sua poética. Nestas paisagens o poeta confessa sentir-se «[…] mais em família com o chão e com a gente», evidenciando no seu tratamento uma apetência para motivos líricos populares e nacionais. Essencialmente panteísta, leu e fixou as gentes, as crenças, os costumes, e as paisagens duma Estremadura que interpretou como «o coração de Portugal, onde o próprio chão, o das praias, da floresta, da planície ou das serras, exala o fluido evocador da história pátria; província heróica, povoada de mosteiros e castelos…» (Nova demanda do Graal, 1942: 65).
Recusou sempre todas as homenagens que os seus admiradores e amigos, e até as do próprio Estado, que pretenderam prestar à relevante obra de civismo por ele realizada. A 14 de fevereiro de 1920, foi agraciado com o grau de Grande-Oficial da Antiga, Nobilíssima e Esclarecida Ordem Militar de Sant'Iago da Espada, do Mérito Científico, Literário e Artístico.
O poema do "Ave de Fátima" foi escrito por Afonso Lopes Vieira para a festa de inauguração da capela que mandou fazer na sua casa de São Pedro de Moel a 12 de agosto de 1929. Foi, depois, adaptado para a Cova da Iria. Está assinado simplesmente por "um servita", pois ele foi um dos primeiros "servitas de Fátima". A música era dum amigo dele, Francisco de Lacerda. O manuscrito original do poema foi oferecido ao Museu de Fátima cerca de 1988 ou 1990 por uma das herdeiras do poeta e da viúva dele que, antes, tirou algumas fotocópias para dar a pessoas amigas.
Algum tempo antes do seu passamento, havia sido convidado pela Faculdade de Letras da Universidade de Coimbra a reger um curso de Literatura Portuguesa, convite este que a doença que o vitimou o obrigou a declinar.
Faleceu em Lisboa, no Largo da Rosa, 25 - 1.°, a 25 de janeiro de 1946. Depois do seu falecimento, deixou traduzido o seu amor às crianças e à terra que lhe serviu de berço dispondo em testamento que, por morte sua, se fizesse da «Casa-Búzio» de São Pedro de Moel, outrora lugar de tertúlias de escritores e intelectuais, um sanatório marítimo para os filhos dos operários vidreiros da Marinha Grande, a qual foi transformada em casa-museu e é hoje parte das instalações da Colónia Balnear Afonso Lopes Vieira, que o poeta, ao legar o edifício à Câmara Municipal da Marinha Grande, em 1938, destinou a casa de férias dos filhos dos operários vidreiros, bombeiros e trabalhadores das matas nacionais, e da vasta e valiosa biblioteca que possuía e que incluía a do tio-avô Rodrigues Cordeiro, fosse a cidade de Leiria fiel depositária. A Câmara Municipal preiteou esta alta figura das letras portuguesas, dando o seu nome a uma das ruas da cidade, e a vila da Marinha Grande homenageou-o também, colocando o busto do Poeta a beira do «Pinhal do Rei», voltado para o mar, perto da casa onde escreveu alguns dos seus mais inspirados versos. Em 1949, a Câmara Municipal de Lisboa atribuiu o nome do poeta a uma Rua, artéria da capital, entre a Avenida do Brasil e a Avenida da Igreja, em Alvalade. A Biblioteca Municipal de Leiria Afonso Lopes Vieira, cujo edifício atual foi inaugurado em 1997, contempla a reconstituição da sua biblioteca e gabinete de trabalho que tinha no Palácio da Rosa, e parte das obras que este herdara de Rodrigues Cordeiro, além de várias peças do mobiliário de sua casa, graças à intervenção de Américo Cortez Pinto.
Lopes Vieira é considerado um eminente poeta, ligado à corrente da chamada Renascença Portuguesa e um dos primeiros representantes do Neogarretismo. Difícil se torna, dada a vastidão da obra de Afonso Lopes Vieira, enumerar todos os escritos saídos da sua pena. Muitos deles acham-se disperses por grande número de jornais e revistas, sob a forma de artigos, cartas e entrevistas. O opúsculo Afonso Lopes Vieira, Trovador d'el Rei, de Pedro da Veiga, e, muito particularmente, o catálogo da Exposição Bibliográfica de Afonso Lopes Vieira, paciente e amorosamente organizado por um dos seus mais dedicados amigos, o Eng.º Júlio Eduardo dos Santos, dão já preciosas informações sobre o labor literário do Poeta.

## Obras

### Poesia e Ensaios
- Para quê? (1898)
- Náufrago - versos lusitanos (1899)
- Auto da Sebenta (1900)
- Elegia da Cabra (1900)
- Meu Adeus (1900)
- Ar Livre (1906)
- O Poeta Saudade (1901)
- Marques - História de um Peregrino (1904)
- Poesias Escolhidas (1905)
- O Encoberto (1905)
- O Pão e as Rosas (1910)
- Gil Vicente - Monólogo do Vaqueiro (1910)
- O Povo e os Poetas Portugueses (1911)
- Rosas Bravas (1911)
- O Soneto dos Túmulos (1913)
- Inês de Castro na Poesia e na Lenda (1914)
- A Campanha Vicentina (1914)
- A Poesia dos Painéis de São Vicente (1915)
- Autos de Gil Vicente (1917)
- Ilhas de Bruma (1918)
- Cancioneiro de Coimbra (1920)
- Crisfal (1920)
- Cantos Portugueses (1922)
- Em Demanda do Graal (1922)
- Da Reintegração dos Primitivos Portugueses (1924)
- Diana (1925)
- Ao Soldado Desconhecido (1925)
- Os Versos de Afonso Lopes Vieira (1928)
- Os Lusíadas (1929)
- O Poema do Cid (tradução) (1930)
- O livro do Amor de João de Deus (1930)
- Fátima (1931)
- Poema da Oratória de Rui Coelho (1931)
- Santo António (1932)
- Lírica de Camões (1932)
- Relatório e Contas da Minha Viagem a Angola (1935)
- Éclogas de Agora (1937) (livro proibido até 25 de abril de 1974)
- Ao Povo de Lisboa (1938)
- O Conto de Amadis de Portugal (1940)
- Poesias de Francisco Rodrigues Lobo (1940)
- A Paixão de Pedro o Cru (1940)
- Onde a Terra se Acaba e o Mar Começa (1940)
- O Carácter de Camões (1941)
- Cartas de Soror Mariana (tradução) (1942)
- Camões (filme de 1946) (argumento)[22]
- Nova Demanda do Graal (1947)
- Branca Flor e Frei Malandro (1947)

### Romances
- O Romance de Amadis (1922) (recriação da história do cavaleiro medieval Amadis de Gaula)

### Obras infantis
- Os Animais Nossos Amigos (1911), ilustrado por Raul Lino
- Autozinho da Barca do Inferno (adaptação) (1911), ilustrado por Raul Lino
- Bartolomeu Marinheiro (1912), ilustrado por Raul Lino
- Canções do Vento e do Sol (1912)
- Canto Infantil (1913), música de Tomás Borba e ilustrado por Raul Lino
- Poesias sobre as Cenas de Schumann (1916)
- Canções de Saudade e de Amor (1917)
- País Lilás, Desterro Azul (1922)